# Ультиматум Керзона
Ультиматум (Нота) Керзона — нота правительства Великобритании, составленная министром иностранных дел лордом Керзоном и вручённая Советскому правительству 8 мая 1923 года главой английского торгового представительства в Москве Ходжсоном.

## Суть ноты
Керзон предъявлял СССР обвинения в проведении антибританской политики на Востоке и потребовал в 10-дневный срок выполнения следующих условий:
- прекращения антибританской подрывной деятельности в Иране и Афганистане, осуществляемой из советских представительств в этих странах;
- прекращения религиозных преследований в Советском Союзе;
- освобождения английских рыболовных траулеров, задержанных за ловлю рыбы в советских территориальных водах Баренцева моря;
- требование денежной компенсации за арест и расстрел ряда участников "группы Дюкса".

Конфликт усугубился убийством в Лозанне (Швейцария) советского дипломата В. В. Воровского.

## Советская реакция

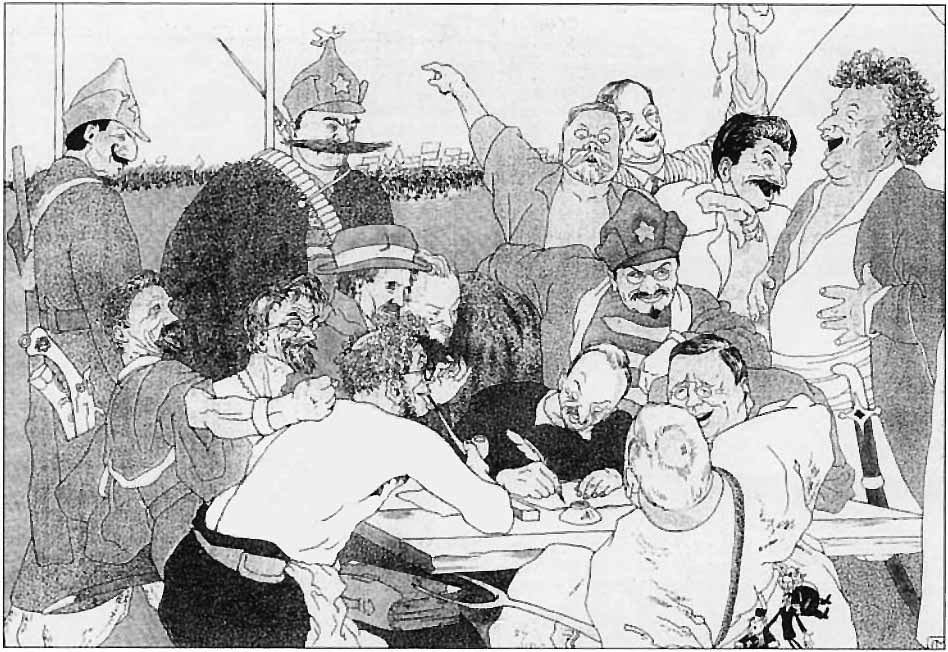
Упоминавшаяся в романе «Двенадцать стульев» как «гениально задуманное» Остапом Бендером полотно реально существовавшая карикатура «Большевики пишут ответ Керзону». «Красный перец», 1923, № 6, с.7. Слева-направо стоят: Будённый, С. Каменев, Л. Каменев, Раковский, Сталин, Зиновьев. Сидят: Рыков, Калинин, Красин, Радек, Бухарин, Чичерин, Троцкий, Литвинов, Демьян Бедный (со спины)

Советское правительство 11 мая 1923 года отвергло британский ультиматум и инспирировало массовые демонстрации, но 23 мая выразило готовность принять некоторые требования Керзона.
По мнению советских историографов, были удовлетворены лишь некоторые пожелания Керзона, при этом через 10 дней после окончания действия ультиматума (срок которого продлил сам Керзон).
В ноте от 23 мая СНК СССР выразил согласие пойти навстречу. Во-первых, правительство предложило заключить с Англией конвенцию, предоставляющую английским подданным право рыбной ловли в советских водах вне трёхмильной морской зоны впредь до урегулирования всего вопроса; во-вторых, уплатить за конфискованные английские рыболовные суда; в-третьих, уплатить компенсацию за расстрел и арест английских граждан, однако, с оговоркой, что согласие на это отнюдь не означает ошибочности репрессивных мер, применённых в отношении этих шпионов; в-четвёртых, взять обратно два письма, посланные на имя Ходжсона. После дополнительного обмена нотами, в которых были установлены взаимные обязательства невмешательства во внутренние дела и воздержания от враждебных актов, оба правительства признали переписку законченной.
Ряд исследователей склонны видеть в освобождении патриарха Тихона из-под ареста и отмене готовившегося судебного процесса уступку советского правительства в ответ на ультиматум Керзона (ультиматум требовал, среди прочего, и прекращения репрессий против Церкви и духовенства (пункты 21 и 22).

## В литературе
«Авиамарш» (1923):
 …И, верьте нам, на каждый ультиматум

 Воздушный флот сумеет дать ответ!
«Наш ответ» в романе «Как закалялась сталь» — в диалоге советского и польского пограничников:

— Товарищ большевик, дай прикурить, брось коробку спичек, — на этот раз уже по-русски говорит поляк. 

… И красноармеец, не оборачиваясь, бросает спичечную коробку. Солдат ловит её на лету и, часто ломая спички, наконец закуривает. Коробка таким же путём опять переходит границу, и тогда красноармеец нечаянно нарушает закон:

— Оставь у себя, у меня есть.

Но из-за границы доносится:

— Нет, спасибо, мне за эту пачку в тюрьме два года отсидеть пришлось бы.

Красноармеец смотрит на коробку. На ней аэроплан. Вместо пропеллера мощный кулак и написано «Ультиматум».

«Да, действительно, для них неподходяще».
— Островский Н. А. Как закалялась сталь. — М.: ИТРК, 2007. — Т. 2, глава 4. — ISBN 5-88010-211-4.
«Два капитана» — упоминается на собрании по поводу ОДВФ:

Это был мой плакат — аэроплан, парящий в облаках, и над ним надпись: «Молодёжь, вступай в ОДВФ!» Но при чем тут был мой плакат, этого я долго не мог понять, потому что все ораторы говорили исключительно о каком-то ультиматуме. Но вот выступил Кораблёв, и все стало ясно.

— Товарищи! — негромко, но отчётливо сказал он. — Советскому правительству предъявлен ультиматум. В общем и целом, вы очень правильно оценили значение этого документа. С вашей точки зрения, авторы его — типичные империалисты. Совершенно верно! Но было бы ошибкой предполагать, что они этого не знали или что от вас они об этом услышали впервые. Нет, мы иначе должны ответить на ультиматум! Мы должны создать в нашей школе ячейку Общества друзей воздушного флота!

В романе И. Ильфа и Е. Петрова «Золотой телёнок» (время действия — 1929—1930 гг.) упоминается дважды:

Вдоль улицы стояли школьники с разнокалиберными старомодными плакатами: <…> «Не боимся буржуазного звона, ответим на ультиматум Керзона».
…
Человеку с неотягчённой совестью приятно в такое утро выйти из дому, помедлить минуту у ворот, вынуть из кармана коробочку спичек, на которой изображён самолёт с кукишем вместо пропеллера и подписью «Ответ Керзону».

Упоминается в рассказе Михаила Булгакова "Бенефис лорда Керзона".
Также ультиматум упоминался (как и связь анти-керзоновской кампании в СССР с авиационной кампанией) в мемуарах «Цель жизни» авиаконструктора А. С. Яковлева.